# Obnovené království
Obnovené království (orig. anglicky Reunited Kingdom), celým názvem Obnovené království Arnoru a Gondoru (orig. anglicky Reunited Kingdom of Arnor and Gondor), též Dvě království, je říše Dúnadanů ve Středozemi J. R. R. Tolkiena založená Aragornem II. Elessarem znovusjednocením Arnoru a Gondoru.

## Dějiny

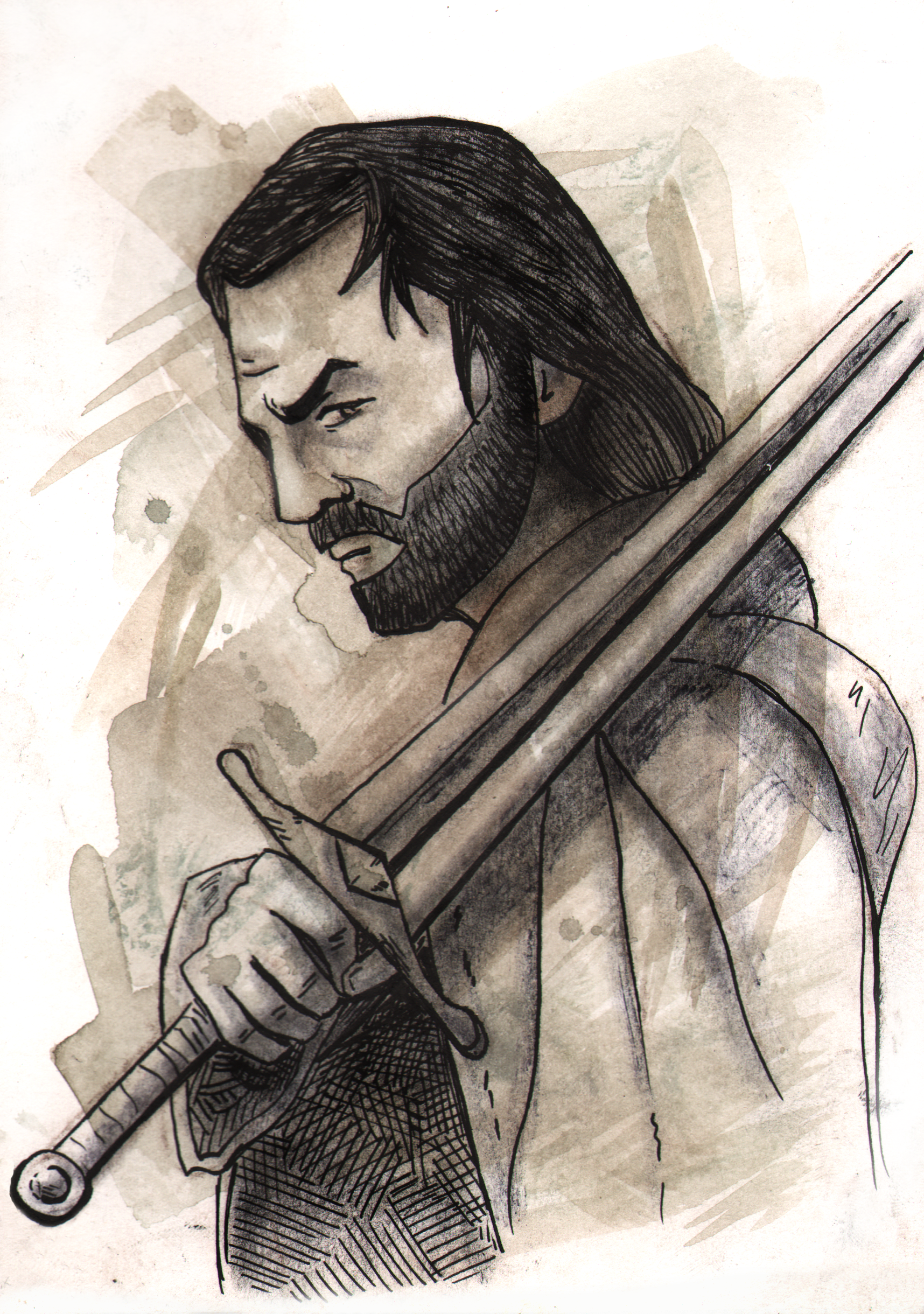
Aragorn (artwork)

Po válce o prsten v r. 3019 Třetího věku se Aragorn stal králem Gondoru a králem Arnoru, byl korunován jako král Elessar Telcontar. Stal se 26. králem Arnoru a 35. králem Gondoru. Obnovené království zahrnovalo dřívější země náležející Gondoru a Arnoru (vyjma Rohanu). Aragorn obnovil Anúminnas a Arnor, vrátil Gondoru Železný pas a připojil ke Gondoru Andrast a Lond Angren. Pláně Gorgoroth v Mordoru byly zabrány a hlídány Gondorskou posádkou a země jezera Núrnen byla darována osvobozeným otrokům, kteří zde žili. Obnovenému království se také podrobila území Dorrhúnenu a jižního Rhovanionu, a lidé z Hollinu, Enedwaithu a Lossothu se stali vazaly království. I Minas Morgul byla později dobyta, ale toto město zůstalo na mnoho století opuštěno, jelikož se v něm stalo až příliš zla, které město dočista opustilo až mnoho let později. S královstvím během let podepsali mír země Harad, Umbarští, Černí Númenorejci a Východňané, a korzáři ukončili své útoky. Drúadanům byly darovány lesy Andrastu a Anorienu a král Elessar jim garantoval nezávislost. Aragorn za svého života vybojoval ještě mnoho bitev s nepřátelskými zeměmi, které přežily Sauronův pád, převážně zeměmi Chandu a některé země Rhûnu. Zemřel v roce 120 Č. v. ve svých 209 letech. Jeho nástupcem se stal jeho syn Eldarion. Za vlády krále Eldariona vzrůstala k moci frakce známá jako Adûnabâr - Dúnadani kteří organizovali protesty a měli prsty ve vandalismu a jiných kriminálních aktivitách v Gondoru. Gondoru se ale nezmocnili a jejich status je neznámý. Kraji byla garantována rozsáhlá autonomie a populace Arnoru byla s pomocí lidí Gwaithuirim, lidí Hůrecka a osadníků z Gondoru společně s Rhovanionem obnovena. 

## Regiony Obnoveného království
| Gondor - Anfalas - Anórien - Belfalas - Delta řeky Onodló - Bílé hory - Ithilien - Lamedon - Lebennin - Lossarnach - Tolfalas - Andrast - Lond Angren |  | Arnor - Arthedain - Cardolan - Rhudaur - Kraj (autonomní region) |

## Vazalové Obnoveného království
| Gondor - Lidé Enedwaithu - Gorgoroth (pod dohledem Gondoru) - Dorrhúnen - Železný pas |  | Arnor - Lidé z Hollinu - Lidé z Lindonu - Lossoth |

## Velká města
| Gondor - Calembel - Dol Amroth - Erech - Ethring - Linhir - Pelargir - Edhellond |  | Arnor - Hůrka - Bywater - Fornost Erain - Hobitín - Michel Delving - Tuckborough - Metraith |